# Aper-el (chaty de Amenofis III)
| apr | r · mDAt | i | A |

| apr | r · mDAt | i | A |

Aper-el, Aperel o Aperia era el chaty del Bajo Egipto durante los reinados de Amenhotep III y Ajenatón, faraones de la decimoctava dinastía.
Cuando Amenhotep III construyó un templo a Atón en Heliópolis, nombró a Aper-el Sumo Sacerdote del nuevo templo, y a Ramose, (chaty del Alto Egipto) Mayordomo de la residencia de Atón. 
A pesar de que entre sus títulos figuren el de Padre del dios y Sumo sacerdote de Atón, su nombre indica que se trata de un extranjero, probablemente sirio, aunque en su tumba informa de que estudió en la Casa Jeneret con los hijos del faraón.

## Pronunciación y etimología
Aperel, según el egiptólogo Alain Zivie, se pronunciaba 'algo así como 'Abdiel ('Abdi-El) que significa 'el servidor de El', donde El era el dios principal de los semitas occidentales.

## Tumba
Aper-el es conocido sobre todo por su tumba (BUB I 1), excavada en la roca en Saqqara, que fue descubierta por Alain-Pierre Zivie en 1987 y que está en estudio todavía. La tumba tiene cuatro niveles, con la cámara funeraria en el inferior y la capilla de culto en el superior. La tumba fue violada y saqueada en la antigüedad, pero la cámara funeraria, oculta tras una escalera, mantiene el ajuar funerario y varios sarcófagos. Con Aper-el están enterrados su esposa y su hijo Huy, general del ejército (carros). 
Los restos del chaty, su esposa Tauret y su hijo fueron encontrados en hermosos sarcófagos, con los vasos canopos de alabastro, objetos de empleo diario y religioso, y muchas joyas. Estas fueron llevadas al museo de El Cairo donde han quedado expuestas; los anillos y pulseras pueden ser comparados con los encontrados en Tebas a principios de este siglo.
La decoración se mantiene en buen estado de conservación. En las paredes hay pinturas de Aper-el recibiendo ofrendas, y con dos hijos cuyos nombres y títulos están presentes: uno, Seny, fue un alto funcionario, y el otro, Hatiay, era un sacerdote. Las pinturas son importantes porque ilustran el arte del Periodo de Amarna y sus secuelas, no en Amarna o en Tebas, sino más bien en Menfis (Egipto), que seguía siendo la principal ciudad del país.

### Citas
1. ↑  Dulitzky: op. cit., pág. 22.
2. ↑  ‘Abdiel: Egyptian Vizier and “Servant of the God El”. BiblicalArchaeology, Consultado el 13 de mayo de 2022.
3. ↑  Winston: op. cit.